# Neoschroetera tridentata
Neoschroetera tridentata là một loài thực vật có hoa trong họ Zygophyllaceae. Loài này được (Sessé & Moc. ex DC.) Briq. miêu tả khoa học đầu tiên năm 1926.